# Лисівщина
Лисі́вщина —  село в Україні, у Скороходівській селищній громаді Полтавського району Полтавської області. Населення становить 96 осіб. До 2020 орган місцевого самоврядування — Вільницька сільська рада.

## Географія
Село Лисівщина знаходиться на правому березі річки Свинківка. Вище за течією на відстані 0,5 км розташоване село Нова Кочубеївка, нижче за течією і на протилежному березі - село Вільниця. По селу протікає пересихаючий струмок з загатою. Поруч проходить залізниця, станція Кочубеївка за 3 км.

## Історія
12 червня 2020 року, відповідно до розпорядження Кабінету Міністрів України № 721-р «Про визначення адміністративних центрів та затвердження територій територіальних громад Полтавської області», село увійшло до складу Скороходівської селищної громади.
19 липня 2020 року, в результаті адміністративно - територіальної реформи та ліквідації Чутівського району, село увійшло до складу новоутвореного Полтавського району.